# Återkallad till livet
Återkallad till livet är en kriminalroman från 1992 av Reginald Hill och den 12:e boken om Pascoe/Dalziel. 